# چشم‌بند (فیلم)
چشم بند ، (انگلیسی: Blinder) یک فیلم درام ورزشی محصول ۲۰۱۳ استرالیا به کارگردانی ریچارد گری است که بازیگرانی همچون اولیور اکلند، رز مک آیور، آنا هوچیسون و جک تامپسون در آن ایفای نقش می‌کنند. این فیلم یک درام دربارهٔ فوتبال استرالیا است که عمدتاً در تورکوای، ویکتوریا فیلم برداری شده‌است.
این فیلم دربارهٔ تام دان، یک ستاره فوتبال مشتاق است که به دنبال رسوایی از استرالیا گریخت و بعدها برای بازیابی شهرت خود به استرالیا بازمی‌گردد.

## طرح فیلم
ببرهای تورکوای، تیم موفقی هستند که در لیگ فوتبال بلارین بازی می‌کنند. مربی آنها چارلی «چانگ» هاید هدایت این تیم را در اولین فینال بزرگ خود در هفت سال هدایت کرده‌است.
صحبتهایی وجود دارد که ممکن است سه بازیکن برتر این تیم یعنی دان، مورتیمر و رگان توسط یک یا چند باشگاه AFL آماده شوند.
در آستانه مسابقه مربی، بازیکن تیم، تام دان را به دلیل نگرش ضعیف رها می‌کند و پرچم موفقیت را به دست می‌آورد.
دان احساس می‌کند از این پیروزی خارج شده و دوستی اش با رز والتون را تقویت می‌کند. خواهر کوچکتر رز، سمی، (مک آیور) با حمل آب برای بازیکنان، بخشی از تیم پشتیبانی کارمندان است.
سال بعد، تورکوای، مجدداً برای بازی در فینال بزرگ بازی می‌کند و از پشت پیروزی را مدیریت می‌کند. در جشن بعد از مسابقه، سامی جوان با سن مورتیمر رابطه جنسی زیر سن داشت. دان که توسط رز به او گفته بود که مراقب خواهرش باشد، با یک نوشیدنی مسموم شده و از آنجا خارج می‌شود.
مقاله ای در روزنامه محلی، عکس‌های آن شب را منتشر می‌کند و تیم از یک قهرمان به درجه صفر می‌رود. رسوایی این تیم را از یکدیگر جدا می‌کند و دان به آمریکا رفت. ریگان انتخاب می‌شود و دو نفر دیگر به این دلیل که باشگاه‌های بزرگ لیگ نمی‌خواستند در این رسوایی گیر بیفتند ، انتخاب نشدند.
ده سال بعد چانگ در حالی که خطاب به بازیکنان در هنگام مسابقه در آستانه فینال است، سقوط می‌کند و می‌میرد، دان برای مراسم تشییع او، از آمریکا برمی گردد و بعد از سالها، متوجه می‌شود که اهالی شهر او را رسوا نکرده‌اند. رز ازدواج کرد و هنوز نسبت به او تلخی داشت.
ریگان که فوتبالش با مصدومیت خراب شده بود، به عنوان دستیار چانگ بازگشت. با تشویق تیم ملی، وی از دان و مورتیمر کمک می‌کند تا به عنوان مربی تیم در فینال به او کمک کنند.

## بازیگران
- الیور آکلند به عنوان تام دان
- آنا هوچیسون به عنوان رز والتون
- آنگوس سامپسون به عنوان فرانکی تانر
- جک تامپسون به عنوان مربی چارلی هاید «چانگ»
- جاش هلمن به عنوان جیمز مورتیمر «مورتس»
- رز مک آیور به عنوان سامی والتون
- بابی مورلی به عنوان نیک ریگان
- زو کاریدز به عنوان آلی دون
- آرون جاکوبنکو به عنوان داوسون

## تولید و انتشار
این فیلم قرار بود یک فیلمبرداری ۱۰ هفته ای داشته باشد که از ۲۰ فوریه ۲۰۱۲ در تورکوای، ویکتوریا، استرالیا آغاز شد.
Well Go USA در ۷ نوامبر ۲۰۱۴ همزمان فیلم چشم بند را در تئاترهای ایالات متحده و HD دیجیتال منتشر کرد.